# Запрудье (Подгорьевский сельсовет)
Запрудье (бел. Запруддзе) — деревня в составе Подгорьевского сельсовета Могилёвского района Могилёвской области Белоруссии.

## Население
- 1999 год — 86 человек
- 2010 год — 73 человека